# 38 cm SK L/45
Le canon de 380 mm (38-cm-Geschütz), ou 38 cm SK L/45 C/13 selon la terminologie allemande (Kaliber 38 cm, Schnelladekanone, Kaliberlänge 45, Jahr 1913 : « canon à chargement rapide de 38 cm et 45 calibres de 1913 »), est une pièce d'artillerie lourde utilisée lors de la Première Guerre mondiale. Ce canon porte le surnom de Langer Max, signifiant « long-Max » ou « Max-le-long ».
Ce modèle a été développé à l'origine comme canon de marine pour équiper les plus puissants cuirassés allemands. En 1915, des tubes sont montés sur des affûts terrestres pour servir sur le front de l'Ouest : jusqu'à huit pièces tirèrent sur les arrières du front jusqu'en 1918 avant d'être détruites.

## Développement

### Un canon de marine

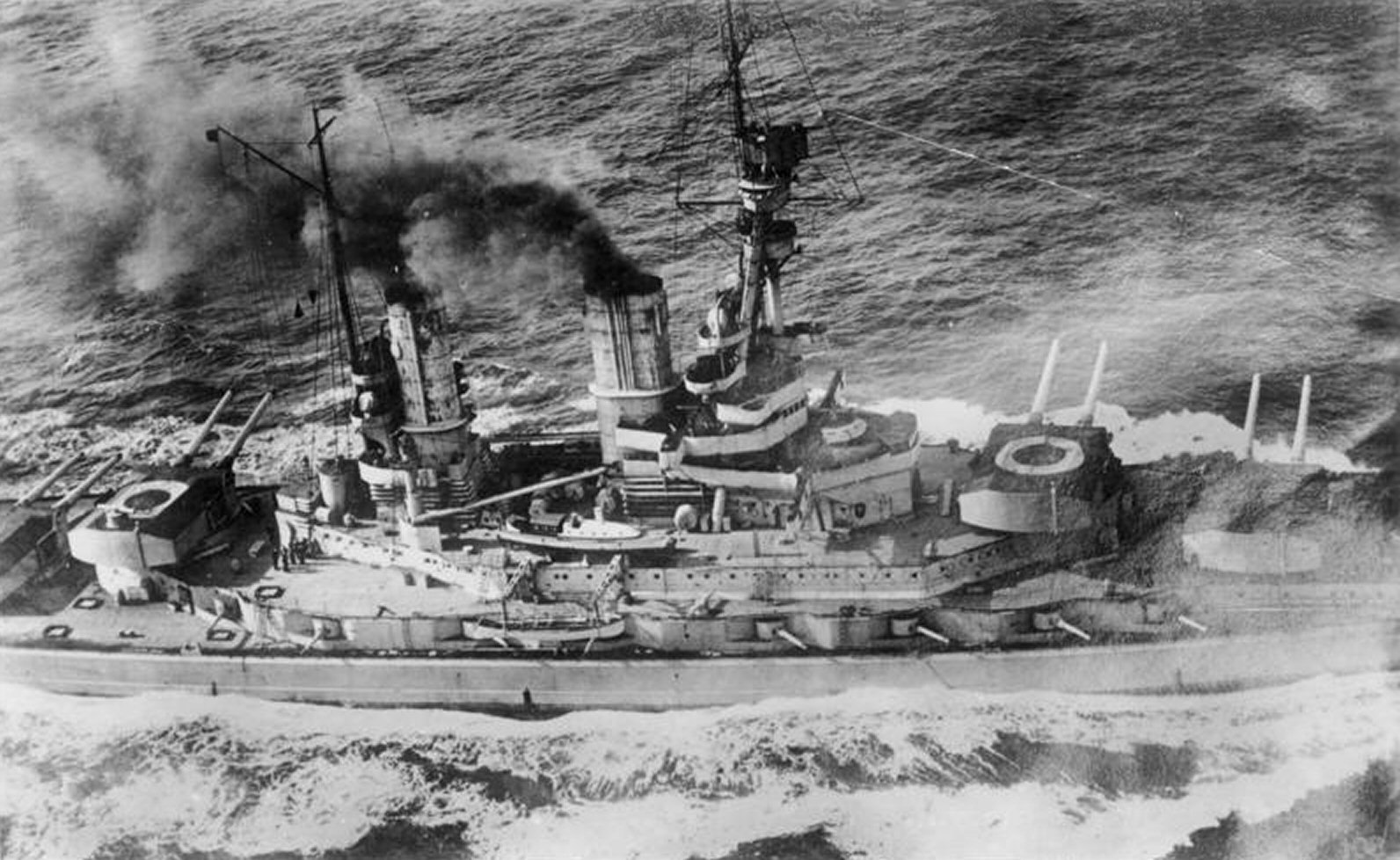
Les huit canons de 380 mm du SMS Baden lors d'un exercice de tir en 1915.

Ce modèle de canon est basé sur le tube développé par Krupp pour servir d'armement principal aux cuirassés allemands de la classe Bayern. La construction de ces super-dreadnoughts, les plus puissants de la Kaiserliche Marine, est décidée à l'occasion du quatrième programme naval de 1912, avec quatre unités prévues : l'Allemagne est alors en pleine course aux armements avec le Royaume-Uni, d'où le choix du diamètre de 380 mm et la longueur de 45 calibres (Kaliberlänge en allemand, d'où L/45) comme la réponse au canon de 15 pouces de la Royal Navy. Le premier tube allemand de ce calibre fut testé en 1913 à Meppen (le polygone de test de Krupp), prévu pour être finalement monté à deux par tourelle, avec des systèmes de chargement rapide (d'où les initiales SK pour Schnelladekanone, canon à chargement rapide).
Les deux premiers cuirassés sont mis en chantier à partir d'août 1913 : le SMS Bayern (lancé en février 1915, opérationnel en juillet 1916) et le Baden (lancé en octobre 1915, opérationnel en mars 1917). Par contre, les deux suivants ne seront jamais terminés, le Sachsen et le Württemberg étant mis en chantier en 1914, lancés le premier en novembre 1916 et le second en juin 1917, sans jamais avoir été terminés.

### Sur affûts terrestres
Les navires n'ayant pas été armés, des tubes sont adaptés sur des affûts terrestres pour servir à la défense côtière, la destruction des fortifications ou au bombardement à longue distance sur le front. La principale modification fut d'installer un gros contrepoids derrière la culasse pour contrebalancer le poids du tube. Mis à disposition de la Deutsches Heer (armée de terre allemande) avec leurs servants de la Kaiserliche Marine, les pièces sont soit installées sur des affûts fixes (deux modèles successifs : Anschiessgerüst puis Bettungsschiessgerüst), soit dans des tourelles fixes servant de batteries côtières, soit sur des affût-truck montés sur voie ferrée (développés à partir de 1917).
Avec une élévation de 16 degrés, le canon envoie un obus de 750 kg à 20,4 km ; à 20 degrés la portée est de 23,2 km ; à 45 degrés de 38,4 km ; avec des gargousses supplémentaires et un obus spécial de 342 kg, les batteries côtières ont atteint une portée de 48 km.

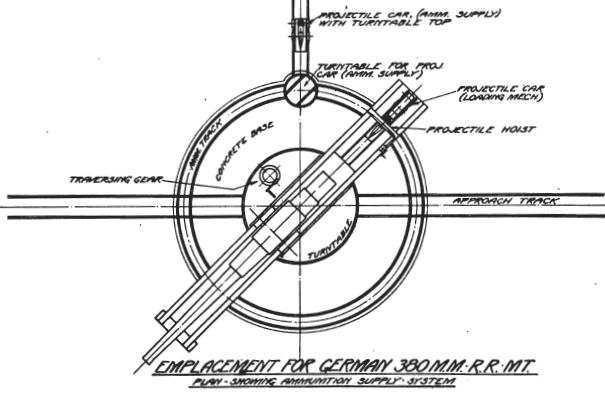
Schéma d'une position fixe.
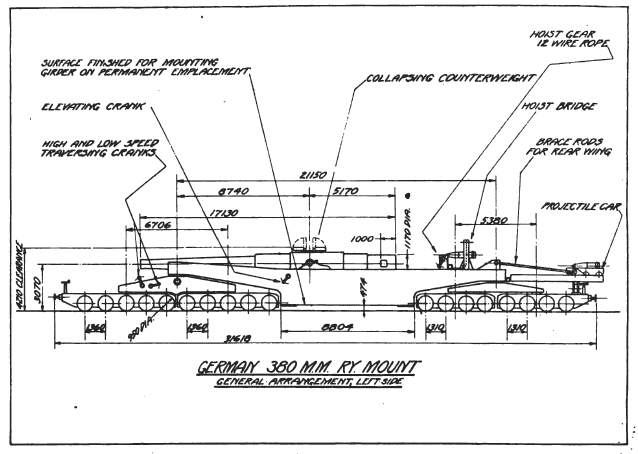
Schéma d'un affût-truck allemand pour canon de 380 mm.
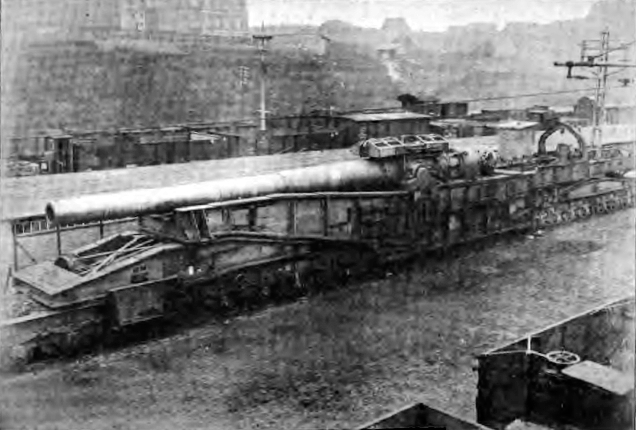
Pièce de 380 mm sur voie ferrée.

## Emplois sur le front
Différentes pièces d'artillerie lourde, notamment des pièces de marine, furent installées par les principaux belligérants sur positions fixes ou voies ferrés pendant la Première Guerre mondiale, tels que des mortiers, canons et obusiers allemands de 210, 240, 280, 305, 335, 380 et 420 mm. Les canons de 380 mm sont parmi les plus puissantes pièces mises en ligne.

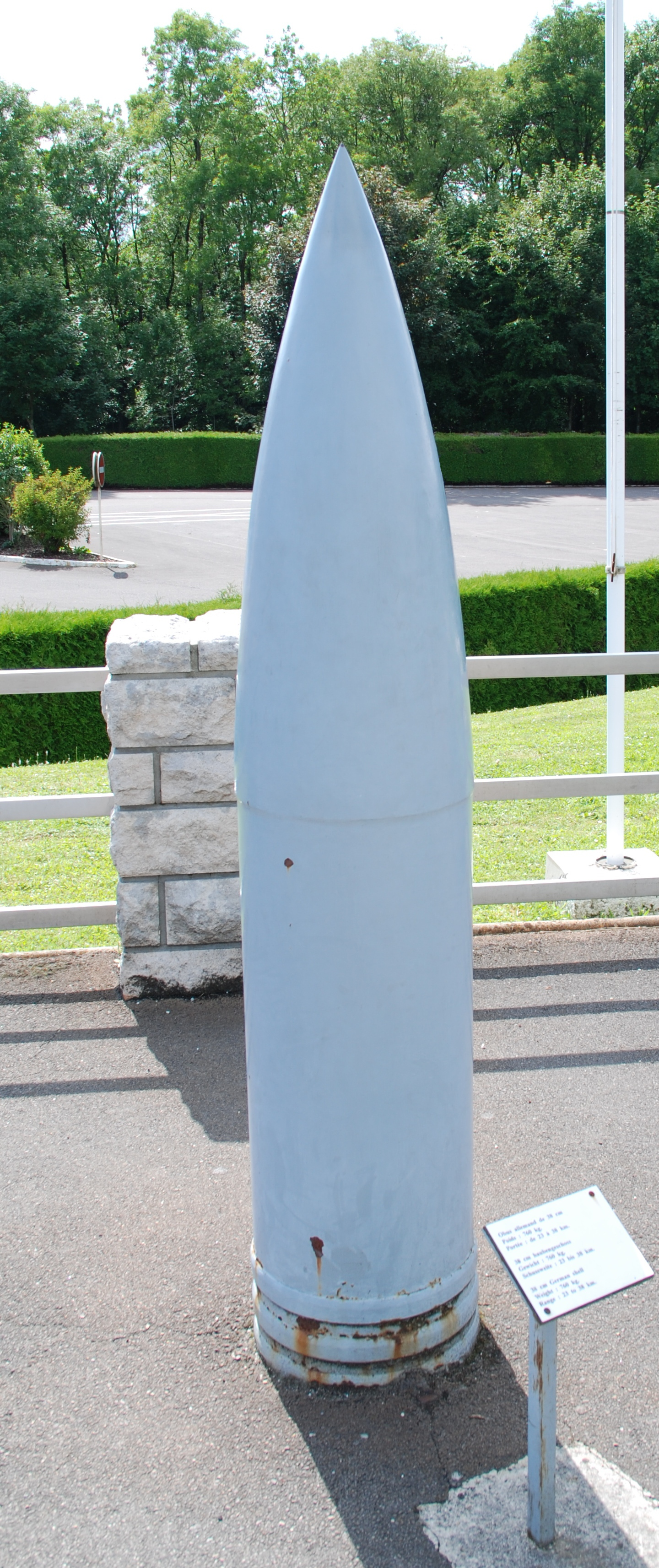
Obus allemand de 380 mm (760 kg).

### Contre les fortifications
Les fortifications de la place de Verdun (la citadelle et surtout les deux ceintures de forts) sont des cibles logiques pour des pièces lourdes tels que les « long-Max ». Les emplacements de tir bétonnés sont mis en chantier à partir de la fin 1914, reliés par chemin de fer. Les premiers tirs ont lieu le 15 février 1915 contre les forts de Douaumont et de Vaux, puis le 25 février contre la côte de l'Oie.
Les tirs de trois batteries équipées chacune d'un canon de 380 mm reprennent à partir du 21 février 1916 au matin, se poursuivant pendant toute la bataille de Verdun : les positions de tir se trouvent dans le bois de Warphémont (à Duzey), à la ferme Sorel (Loison) et au bois de Muzeray, tirant vers le sud-ouest, vers la ville de Verdun. On peut y rajouter l'emplacement de tir de Semide (dans les Ardennes), tirant sur Sainte-Menehould.
D'autres places-fortes françaises sont visées par les canons à longue portée allemands. La place de Belfort est bombardée à partir d'une position se trouvant en forêt de Zillisheim. Cette pièce ouvre le feu le 8 février 1916, tirant 41 obus jusqu'au 5 octobre.

Positions de tir en béton
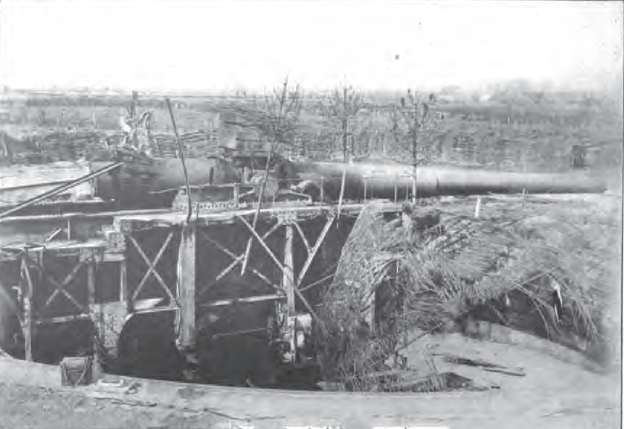
Premier modèle d'affût (Anschiessgerüst).
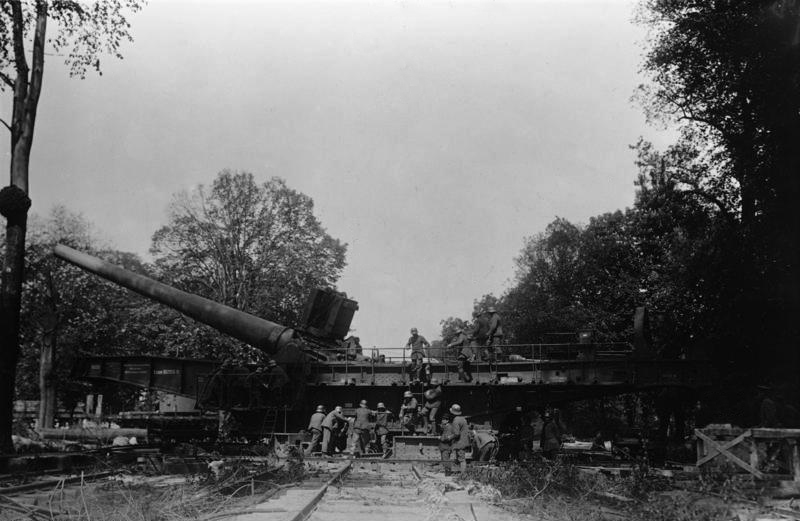
Second modèle d'affût (Bettungsschiessgerüst) en mai 1918.
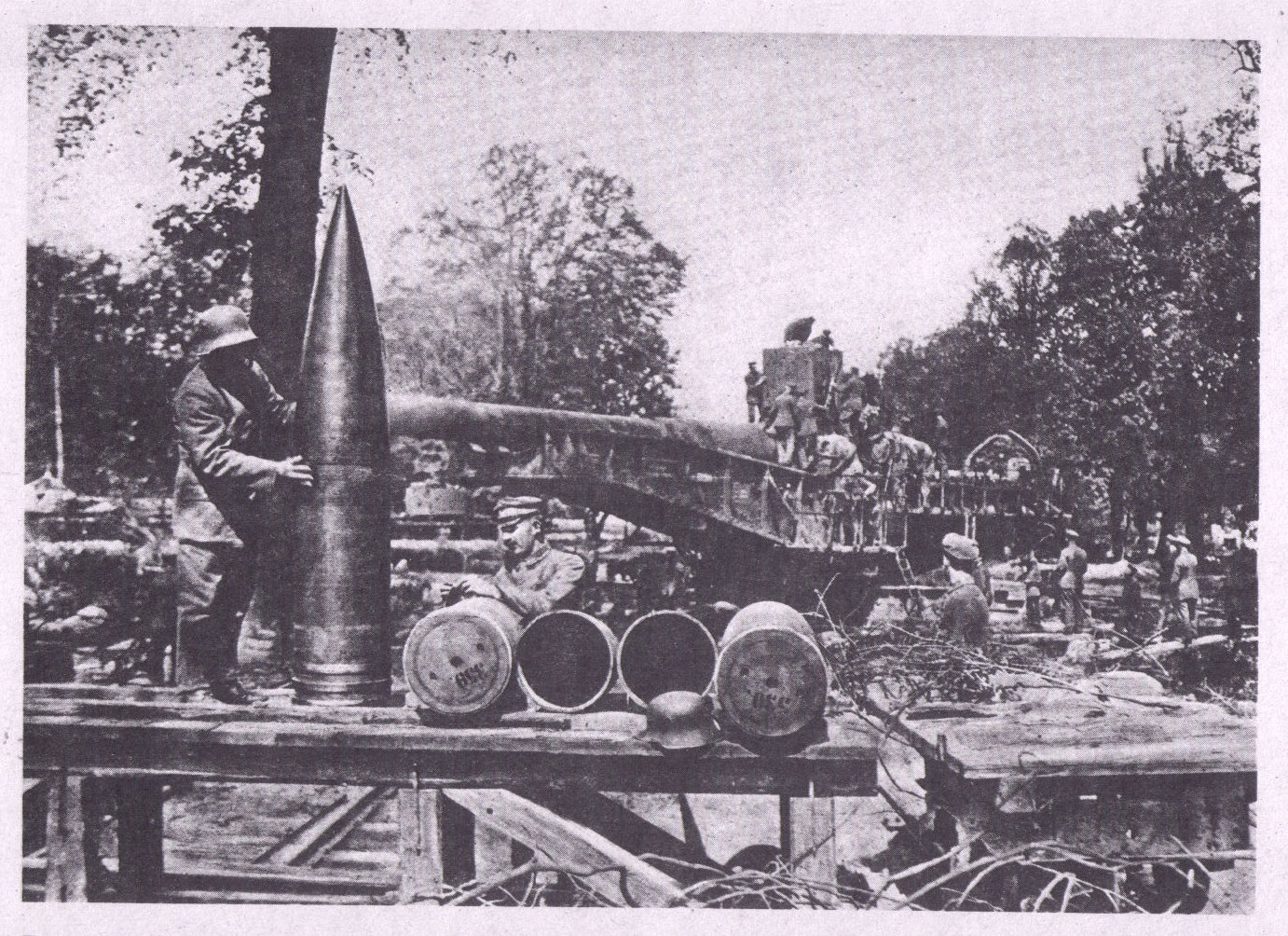
Obus et gargousses.
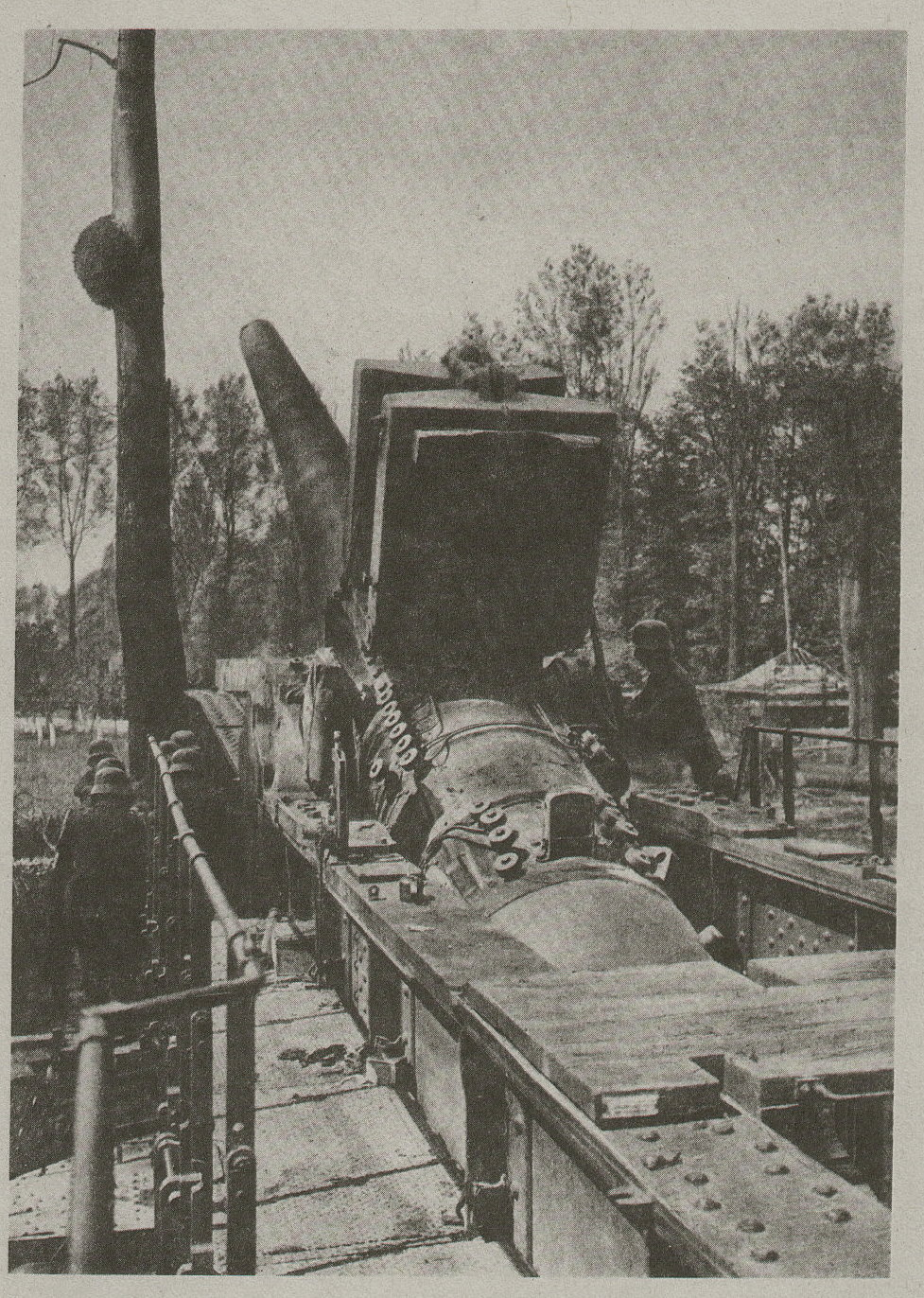
Pièce en position de tir, 1918.
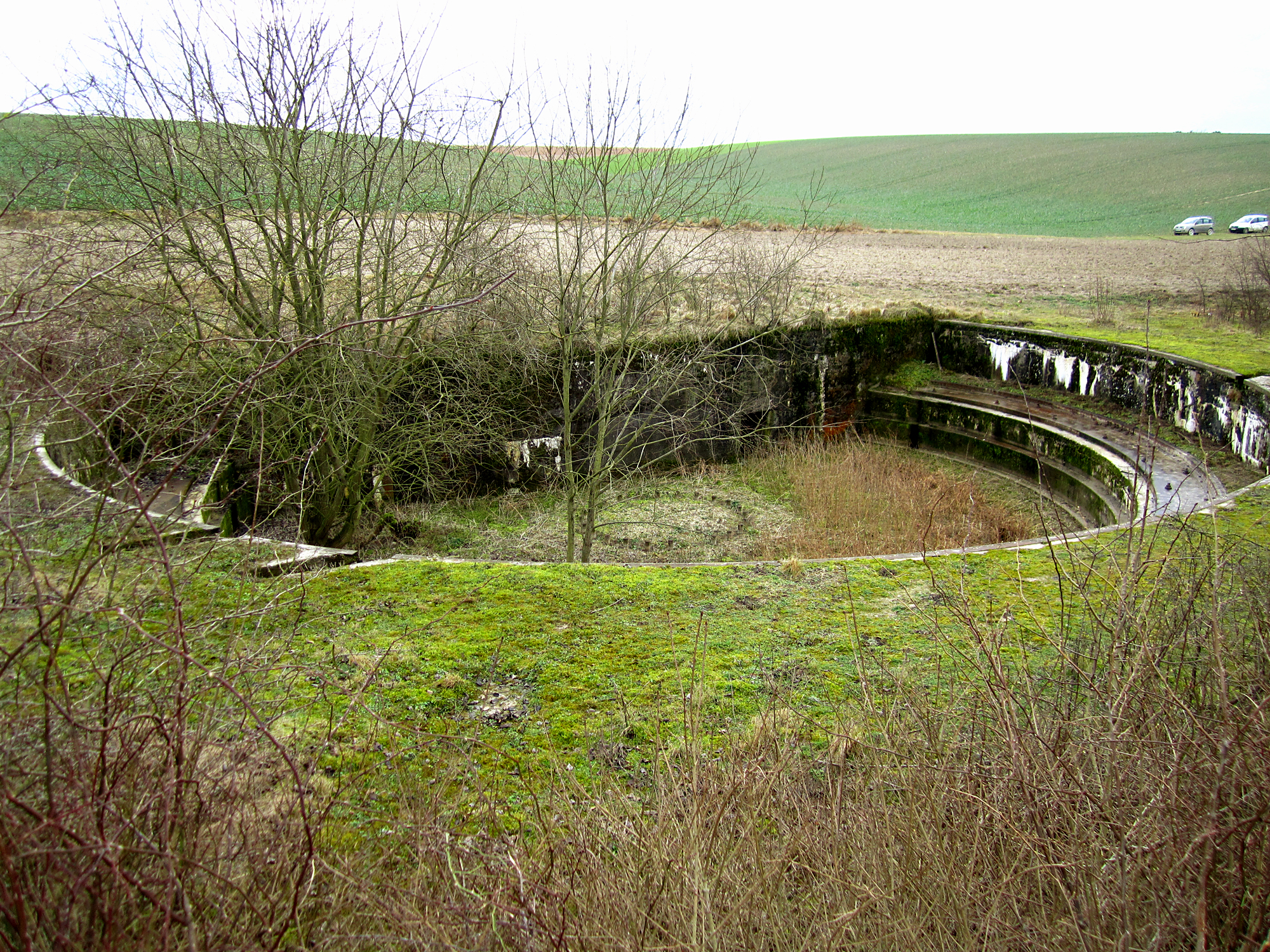
Plate-forme d'artillerie de Semide, état en 2012.
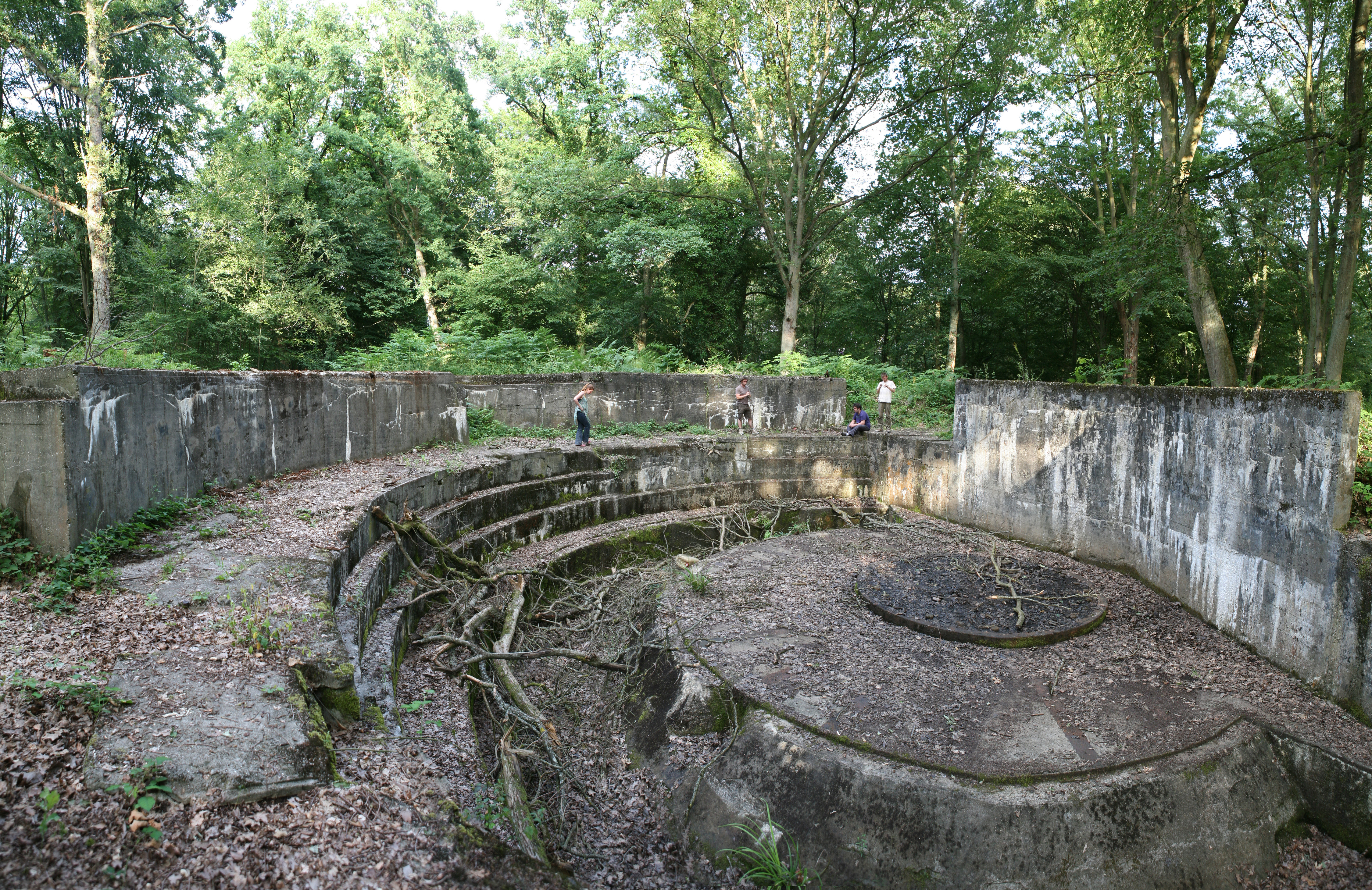
Emplacement de tir à Coucy-le-Château-Auffrique, état en 2010.

### Comme batteries côtières

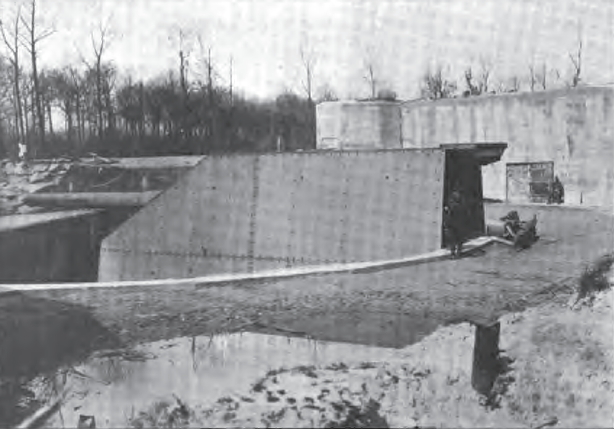
38-cm "Lange Max" de Koekelare (Leugenboom), le plus grand canon du monde en 1917 : pièce sous tourelle de la batterie Pommern.

Cinq canons sont installés au milieu de positions bétonnées situées dans les Flandres. Ces pièces effectuèrent, faute de cibles sur mer, des tirs vers le camp retranché de Dunkerque.
La première batterie est installée près d'Ostende à Jacobinessen (sur la commune de Bredene). Nommée batterie Deutschland, elle compte quatre canons de 380 mm (les tubes Krupp nos 9, 35, 36 et 41) et ouvre le tir à partir de juin 1917.
La seconde batterie est installée en 1915 en arrière de Nieuport, à Leugenboom (sur la commune de Koekelare). Cette batterie, nommée batterie Pommern d'après le SMS Pommern, un navire de la Kaiserliche Marine coulé lors de la bataille du Jutland, dispose d'un canon de 380 mm (le Krupp no 15) dans une tourelle blindée et tire à partir de mars 1917. Le 2 septembre 1917, un de ses tirs coule le navire Ville de Cette dans le port de Dunkerque (darse Freycinet IV).
Ces tirs furent précédés par un 380 mm sur position fixe temporaire à Predikboom (commune de Klerken, près de Dixmude) qui a tiré à partir du 26 avril 1915, puis sont soutenus par des pièces sur rails mises en batterie dans l'hippodrome d'Ostende.

### Contre les arrières du front
Le tir longue portée d'une pièce d'artillerie lourde peut cibler sur les arrières du front les villes servant de nœud de communications pour perturber l'approvisionnement. En 1915, une pièce fut installée à Coucy-le-Château, position lui permettant de tirer sur Compiègne, Fismes et Villers-Cotterêts entre le 14 juin et la fin novembre 1915.
Une autre pièce fut implantée à 40 km en arrière de la ligne de front, au cœur de la forêt de Bride, entre les villages mosellans de Morville et Hampont. Du 1er janvier 1916 au 17 janvier 1917, il tira au total, à une trentaine de kilomètres, plus de 150 obus en 18 jours (dont 35 en une seule journée). Il fit 20 morts, 38 blessés, et d’importants dégâts matériels sur Nancy, Dombasle-sur-Meurthe et Lunéville,,.
Une série de nouvelles positions fixes furent construites en prévision des offensives allemandes du printemps 1918 : les installations de Santes permirent de tirer sur Béthune ; de Saint-Hilaire-le-Petit sur Châlons, Sainte-Menehould et Suippes ; de Brécy (dans le bois du Châtelet) sur Meaux, Coulommiers et Montmirail, etc.

## Après-guerre
Une pièce fut capturée en Belgique, mais les sept autres sont évacuées en Allemagne avant l'Armistice pour servir à la défense côtière. Les sept sur les côtes allemandes sont détruites sur ordre de la commission militaire inter-alliée en 1921 et 1922. La pièce belge est vendue aux Français en 1924 pour faire des tests dessus ; ce tube est finalement recapturé par les Allemands en juin 1940.
Un nouveau modèle est développé en 1934 (d'où son nom : 38 cm SK C/34) pour équiper les nouveaux cuirassés allemands, le Bismarck et le Tirpitz. L'installation à terre de quatre tourelles bitubes de 380 mm fut préparée, à raison de deux sur la côte danoise et deux autres près de Cherbourg (au Castel Vendon, sur Gréville-Hague).
Plusieurs pièces du modèle C/34 furent modifiées (modèle C/39) et servirent à la défense côtière en armant les batteries longue portée du Mur de l'Atlantique. Les batteries de Vara (Kristiansand, à l'extrémité sud de la Norvège) et de Hanstholm (à l'extrémité nord du Danemark) tenaient sous leurs feux croisés le détroit du Skagerrak ; la batterie de Læsø (sur l'île du même nom au Danemark) contrôle le Cattégat ; la batterie de Wangerooge (en Allemagne, sur une île de la Frise-Orientale) couvrait l'entrée des ports de Wilhelmshaven et de Bremerhaven ; enfin la batterie d'Audinghen (la batterie Todt, en France), couvrait le pas de Calais.